# Sam Puckett
Samantha "Sam" Puckett (spillet af Jennette McCurdy) er en de vigtigste figurer i serien iCarly. Hun er hovedpersonen Carly Shays bedste ven og i senere episoder kærester med Freddie Benson, som hun dog slår op med. Hun er medvært for webshowet iCarly sammen med Carly og håndterer lydeffekts-fjernbetjeningen. Sam har en enægget tvillingesøster ved navn Melanie. Deres mor er Pam Puckett ( Jane Lynch ). Sam har erklæret, at hun (og hendes tvillingesøster Melanie) blev født på en bus.
Hun er en drengepige med aggressive tilbøjeligheder. Hun hader at arbejde og elsker drengestreger og mad.